# 야코뷔스 요하너스 푸셰
야코뷔스 요하너스 (임) 푸셰(아프리칸스어: Jacobus Johannes (Jim) Fouché, 1898년 6월 6일~ 1980년 9월 23일)은 남아프리카 공화국의 제2대 대통령으로서, 재임기간은 1968년부터 1975년까지였다. 그는 오렌지 자유국에서 태어났고, 그는 농부로서 성공하여 큰 재산을 쌓았다. 그는 정치에 입문하여 국민당 당원으로서 여러 해 동안 활동하였다.
그는 1950년부터 1959년까지 오렌지 자유국주의 사무관을 맡았고, 1959년에는 헨드릭 페르부르트 수상의 내각의 일원이 되어 1966년까지 남아프리카 국방상을, 1968년까지 농업상에 재임하였다. 그는 1968년 대통령이 되기 전에 사망한 된게스의 후임으로 선출되었고, 남아프리카 공화국의 대통령이 되었다. 당시 남아프리카 공화국의 대통령 임기는 7년이었는데, 그는 유일하게 임기를 모두 채운 대통령이 되었다.

## 역대 선거 결과
| 선거명      | 직책명                     | 대수 | 정당   | 득표율   | 득표수 | 결과 | 당락 |
| ----------- | -------------------------- | ---- | ------ | -------- | ------ | ---- | ---- |
| 1968년 선거 | 남아프리카 공화국의 대통령 | 2대  | 국민당 | 단독후보 | 무투표 | 1위  |      |